# Toni Zweifel

Toni Zweifel na obrazkach z modlitwą do prywatnego odmawiania

Toni Zweifel (ur. 15 lutego 1938 w Weronie, zm. 24 listopada 1989 w Zurychu) – szwajcarski inżynier i wynalazca, numerariusz Opus Dei i Sługa Boży, którego proces beatyfikacyjny został rozpoczęty w 2001 r.
Był absolwentem Politechniki ETHZ w Zurychu (1962), a po krótkim okresie pracy w sektorze prywatnym, od 1964 r. został pracownikiem naukowym Instytutu Termodynamiki tej uczelni, opracowując w tym czasie kilka patentów. Równolegle do tej pracy kierował prywatnym domem akademickim. Do Opus Dei wstąpił wraz z ukończeniem studiów w 1962 r. jako numerariusz.
W 1972 roku Toni założył Fundację "Limmat", wspierającą projekty społeczne i formacyjne w krajach rozwijających się. Kierował tą instytucją przez 17 lat. W 1986 roku ciężko zachorował na białaczkę, na którą zmarł 3 lata później.